# Citgo
CITGO Petroleum Corporation (del inglés: Corporación petrolera CITGO) o CITGO es una empresa que comprende un grupo de refinadoras de petróleo y comercializadora de gasolina, lubricantes y petroquímicos venezolana ubicada en los Estados Unidos. La compañía tiene su sede central americana en el área del Corredor Energético de Houston, Texas.
Se trata de una de las principales empresas de su clase en EE. UU., siendo la mayor filial de la estatal venezolana PDVSA fuera del territorio venezolano. La marca CITGO fue creada en 1965 por Cities Service Company. Occidental Petroleum Corporation compró Cities Service en 1982, y CITGO fue incorporada como una subsidiaria de refinación, comercialización y transporte en la primavera de 1983. Fue comprada posteriormente por la Corporación Southland quien vendió el 50% al Estado venezolano en 1986 y el otro 50% en el año 1990. Hasta el 2005 su infraestructura comprendía de 8 refinerías unas 60 terminales y una red de distribución con la franquicia de CITGO conformada por 14,885 estaciones de servicio, agregado a esto contratos a 10 años de abastecimiento de crudo por un volumen  más de 1.1 millón de barriles diarios.
En diciembre de 2016 el gobierno de Nicolás Maduro entregó como respaldo el 100% de las acciones de Citgo para recibir  préstamos distribuidos en el 49.9% a la empresa rusa Rosneft y el 50.1% a los bonistas de los bonos PDVSA2020 en el mes de octubre que fue como una medida de presión para garantizar el pago de la deuda, sin la solicitud y aprobación de la IV Legislatura de la Asamblea Nacional de Venezuela.
Actualmente Citgo es administrado desde enero de 2019 por la IV Legislatura de la Asamblea Nacional de Venezuela que fue presidida por Juan Guaidó (desde 2019 hasta 2023), quién recibió la empresa en un estado crítico, hipotecada al 100%, además con deudas de bonos PDVSA a futuro emitidas desde 2010, con un recorte de suministro de petróleo crudo desde Venezuela desde 2016 para cumplir los compromisos con China, con deudas atrazadas de 614 millones de dólares. En octubre de 2019 la empresa Crystalex obtiene judicialmente la autorización para embargar CITGO por la deuda pendiente que data de 2007, pero el Departamento del Tesoro de EE. UU. intervino, para evitar que los acreedores iniciaran el embargo. Siendo el economista José Ramón Pocaterra Esparza nombrado presidente del directorio en enero de 2021, CITGO pasa por una crisis financiera comprometida con una hipoteca con la empresa rusa Rosneft, con tenedores de bolsa de Bonos PDVSA y una demanda contra los activos por parte de CRYSTALEX empresa canadiense que busca recuperar deudas pendientes del Gobierno nacional desde el año 2011.  Su presidente ad hoc Horacio Medina informó que Citgo en febrero de 2021 enfrenta deudas por 4,000 millones de dólares y varias demandas como el caso de Crystalex a quien se le debe por sus bienes expropiados en Venezuela. En septiembre de 2023 Citgo fue valorizada entre US$32.000 y US$40.000 millones por el juez de la causa Leonard Stark durante una audiencia en la Corte de Delaware, en Estados Unidos. El 15 de julio de 2024 será la subasta de Citgo por unos 21,000 millones de dólares para pagar a unos 18 acreedores del gobierno central.

## Historia

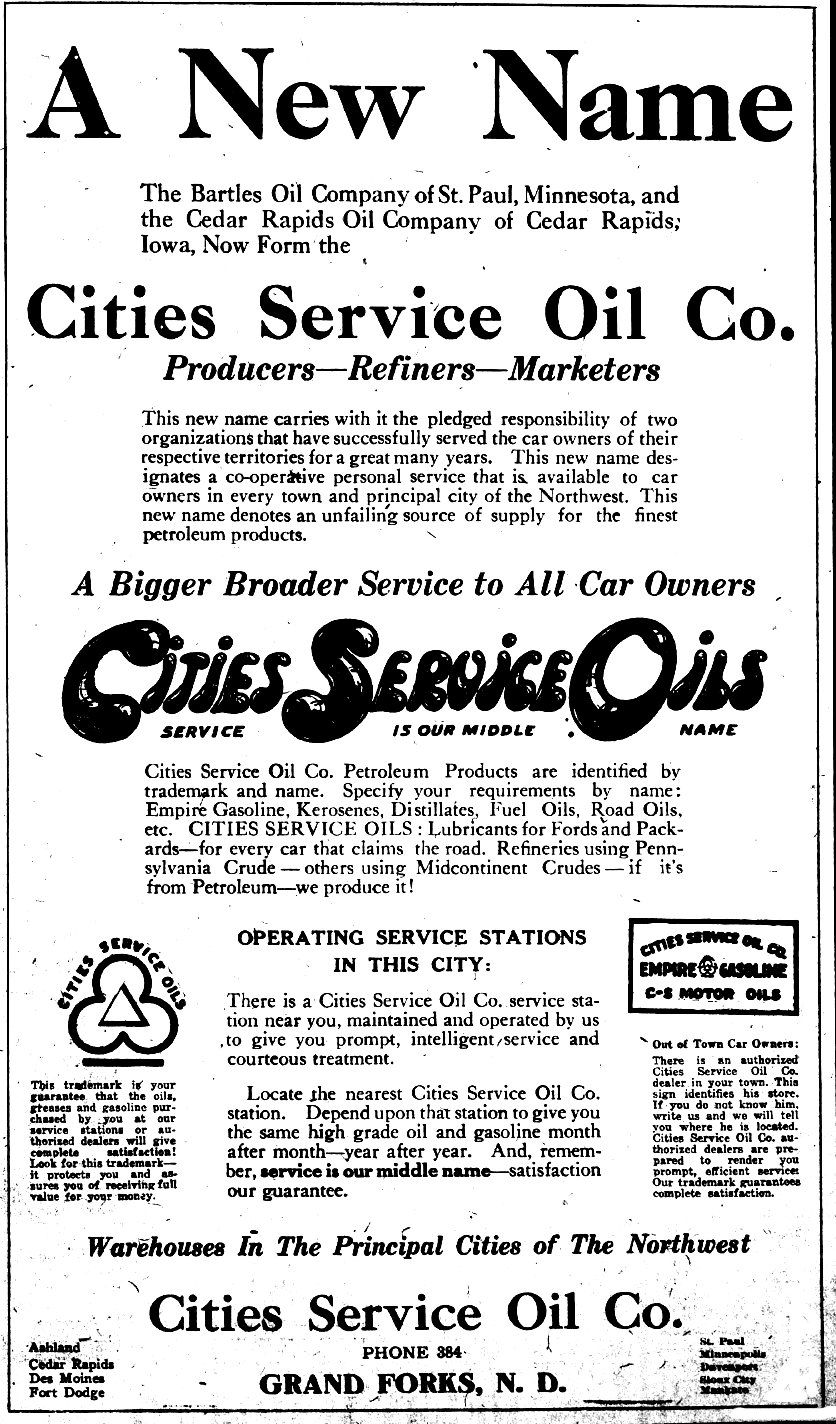
Anuncio en el periódico en 1922 promocionando los nuevos Aceites de Servicio de las Ciudades.

### Cities Service (1900s-1982)
La compañía tiene sus antecedentes a comienzo del siglo XX, cuando el inversionista petrolero Henry Latham Doherty, Después de tener éxito en el campo del gas y la electricidad, crea su propia organización en 1910, The Cities Service Company, con el fin de abastecer gas y electricidad a pequeñas empresas de servicios públicos. Empezó adquiriendo propiedades productoras de gas en el centro y suroeste del continente.
A continuación, la empresa desarrolló un sistema de tuberías, aprovechando docenas de puntos de gas. Para poner este gas a disposición de los consumidores estadounidenses, Doherty decidió adquirir empresas distribuidoras y vincularlas a una fuente de suministro común. Cities Service se convirtió en la primera empresa de mediados del continente en utilizar el período de demanda de verano para rellenar los campos agotados cerca de sus áreas de mercado. De este modo, el gas podría retirarse de forma conveniente y económica durante las altas demandas. En 1931, Cities Service completó el primer sistema de transporte de gas natural de alta presión a larga distancia del país, un gasoducto de 24 pulgadas que se extiende a lo largo de unas 1000 millas desde Amarillo, Texas, hasta Chicago, Illinois. 
Un paso lógico en el programa de la empresa para encontrar y desarrollar suministros de gas natural fue su entrada en el negocio petrolero. Esta mudanza estuvo marcada por importantes descubrimientos en Augusta, Kansas, en 1914, y en El Dorado un año después. En 1928, una subsidiaria de Cities Service, Empire Oil & Refining, descubrió el campo de Oklahoma City, uno de los más grandes del mundo. Otro hecho fue el descubrimiento del campo del este de Texas, que en su momento fue el más sensacional del mundo. 
Durante tres décadas, la compañía patrocinó los Cities Service Concerts en la Radio NBC. La larga duración de estas transmisiones musicales fue escuchada en la NBC de 1925 a 1956, abarcando una variedad de cantantes y músicos. En 1944, fue rebautizada como Highways in Melody, y más tarde la serie fue conocida como The Cities Service Band of América. En 1964, la compañía trasladó sus oficinas centrales de Bartlesville, Oklahoma, a Tulsa. 
En el punto álgido del crecimiento de Cities Service, el Congreso aprobó la Ley de Sociedades Anónimas de 1935, que obligó a la compañía a desinvertir en sus operaciones de servicios públicos o en sus tenencias de petróleo y gas. En una decisión difícil, Cities Service eligió permanecer en el negocio del petróleo. Los primeros pasos para liquidar las inversiones en sus servicios públicos se dieron en 1943 y afectaron a más de 250 empresas de servicios públicos.

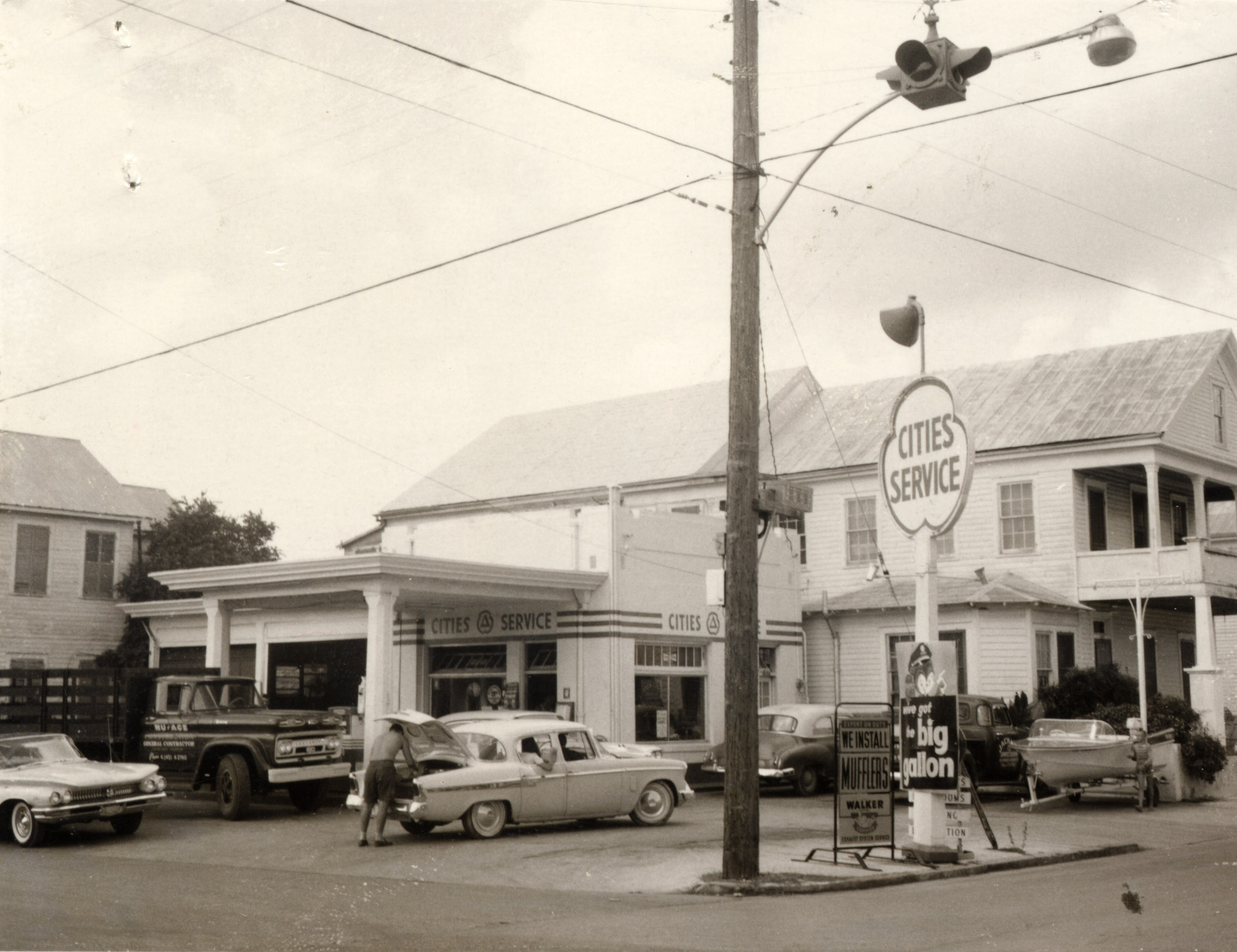
Estación de servicio de Cities Service en Key West, Florida, en 1965.

Al mismo tiempo, el gobierno estaba a punto de finalizar una importante refinería en Rose Bluff, a las afueras de Lake Charles, Luisiana, que se convertiría en la base de la operación de fabricación de la empresa. Usando diseños desarrollados por Cities Service y Kellogg Co., la planta fue dedicada solo 18 meses después del primer vaciado de concreto. Un mes antes de que las tropas aliadas aterrizaran en Francia, estaba refinando suficiente gasolina de aviación de 100 octanos para abastecer de combustible a 1000 bombarderos diarios de Inglaterra a Alemania. El financiamiento del gobierno a través de la Corporación de Plantas de Defensa (DPC) también impulsó a Cities Service a construir plantas para fabricar butadieno, usado para hacer caucho sintético, y tolueno, un impulsor de octanaje de combustible y solvente.
En los años siguientes, Cities Service creció hasta convertirse en una compañía de petróleo y gas completamente diversificada con operaciones en todo el mundo. Su logo verde y en expansión de la comercialización del círculo se convirtió en una visión familiar a través de gran parte de la nación. Durante este tiempo, directores ejecutivos como W. Alton Jones y Burl S. Watson dirigieron la compañía y llamaron la atención de periodistas de todo el país, dondequiera que viajaran o cuandoquiera que hablaban sobre asuntos relacionados con la industria petrolera.
Cities Service Company inauguró el uso de la marca Citgo en 1965 (estilo oficial "CITGO") para sus negocios de refinación, mercadeo y venta al por menor de petróleo (que se conoció internamente como la División RMT, para Refino, Mercadeo y Transporte). CITGO siguió siendo solo una marca comercial, y no un nombre de empresa, hasta la venta en 1983 de lo que había sido la División de Servicios de Ciudades de RMT a Southland Corporation.

### Citgo Petroleum Corporation (1982-presente)
En 1982, T. Boone Pickens, fundador de Mesa Petroleum, ofreció comprar Cities Service Company. Citgo respondió ofreciéndose a comprar Mesa, que fue el primer uso de lo que se conoció como de absorción de la "defensa de Pac-Man"; es decir, una contraoferta iniciada por un objetivo de adquisición. Cities Service también amenazó con disolverse por ventas incrementadas en vez de ser adquirida por Mesa, declarando que creía que las piezas se venderían por más de lo que Pickens estaba ofreciendo por el todo. Cities Service Company localizó lo que ellos pensaron sería un "caballero blanco" para darles un mejor trato y celebraron un acuerdo de fusión con Gulf Oil Corporation. A finales del verano de 1982, Gulf Oil rescindió el acuerdo de fusión alegando que las estimaciones de reservas de Cities Service estaban sobrevaloradas. Más de quince años de litigios resultaron. Irónicamente, dos años más tarde, el propio Gulf Oil colapsaría como resultado de un intento de toma de control iniciado por Pickens.

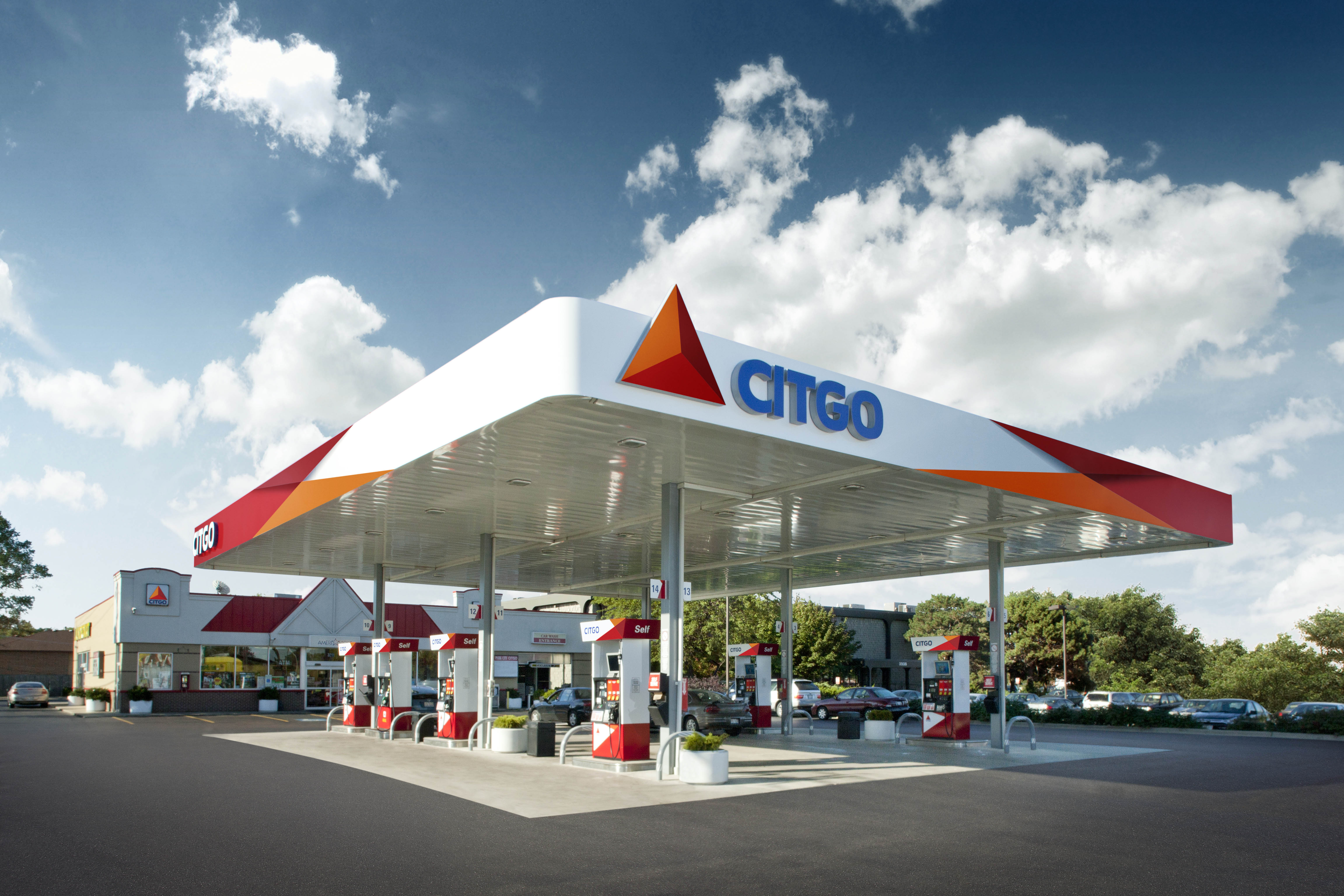
Una estación de CITGO en Chicago con la nueva imagen

En el caos que siguió después de la terminación de Gulf Oil de su acuerdo, Cities Service finalmente entró en un acuerdo de fusión con Occidental Petroleum Corporation, y fue adquirido por el mismo, un acuerdo que se cerró en el otoño de 1982. Ese mismo año, Cities Service Company transfirió todos los activos de su división de Refinación, Mercadeo y Transporte (que comprendió su negocio de refinación y venta al por menor de petróleo) a la subsidiaria recientemente formada Citgo Petroleum Corporation, para facilitar la venta de la división, que Occidental no tenía ningún interés en retener. De conformidad con un acuerdo contraído en 1982, Citgo y las marcas de Citgo y el Servicio de Ciudades fueron vendidas por Occidental en 1983 a Southland Corporation, dueños originales de la cadena de tiendas de conveniencia 7-Eleven.

#### Propiedad de Venezuela
En 1986 el cincuenta por ciento de Citgo fue vendido a Petróleos de Venezuela, S. A. (PDVSA), y que terminó adquiriendo el resto en 1990, lo que dio lugar a la actual estructura de propiedad en manos del estado venezolano. En 1987 PDVSA adquirió el 50% de la refinería Champlin en Corpus Cristi, Texas, con capacidad de 150 mil barriles por día (mbpd), la otra mitad es propiedad de UNOCAL y al consorcio se le llama UNO-VEN. En 1990 la antigua refinería Champlin en Corpus Christi, Texas, se convirtió en parte de la red de refinación de la compañía.
En 1993 se compró la refinería Savannah, en Georgia, con capacidad de refinación de 28 mpbd. En 1994-1997 se adquirió el 50% de la refinería Lyondell-Citgo con base en Houston y una capacidad de refinación de 265 mbpd. PDVSA incrementa su participación accionaria de 11% a 41.25% y adquirió la otra mitad de UNO-VEN y la llama PDVMR. En 2002 PDVSA consolida PDVMR.  En 2002 La refinería PDV Midwest en Lemont, Illinois, se convirtió en parte de las operaciones de refinación de CITGO. En 2004 CITGO muda sus oficinas de Tulsa en Oklahoma a Houston en Texas.
Durante la década de 2000, Citgo enfrentó varias acciones legales sobre la operación de su refinería de petróleo en Corpus Christi, Texas.
En agosto de 2006 PDVSA vende la participación 41.25% de CITGO de la refinería Lyondell ( Texas ) a su socio mayoritario con capacidad de procesamiento de 265 mil barriles por día. La refinería se valoró en US $5,250 millones de dólares , con lo cual la porción de CITGO cifró en US $2,165 millones de dólares. Debido a que había pasivos por saldar el monto neto a recibir quedó en US $ 1,313 millones de dólares que serán depositados al   FONDEN 
En noviembre de 2007 el gobierno venezolano vendió la refinería de asfalto Paulsboro (Nueva Jersey) y la refinería de asfalto  Savannah (Georgia) a la  empresa NuStar Asphalt Refining LLC así como una terminal ubicada en Wilmington. Pdvsa recibirá US $ 450 millones de dólares y se depositaran en el FONDEN
En 2007, la refinería Champlin fue sancionada por violación de la Ley de Aire Limpio por operar un separador de aceite y agua sin el equipo adecuado de control de contaminación. Fue declarada no culpable de un cargo por emitir niveles ilegales de benceno al medio ambiente. En 2009, un incendio en la unidad de alquilación de la misma planta provocó la liberación de ácido hidrofluórico tóxico y la lesión de dos trabajadores, uno con quemaduras graves. En febrero de 2011, la compañía fue multada con más de $300 000 por el incidente.
En octubre de 2010, el presidente de Venezuela, Hugo Chávez, anunció la intención de que PDVSA vendiera su subsidiaria Citgo calificándola de "mal negocio" y citando las bajas ganancias obtenidas desde 2006. El precio mínimo de venta se fijó en 10 mil millones de dólares; sin embargo, PDVSA no ha podido encontrar un comprador a ese precio. En enero de 2015 se confirmó que Citgo no se vendería, sino que Citgo vendió bonos para dar un dividendo a PDVSA. Los bonos vendidos incluían un bono de $1500 millones a cinco años y un préstamo a plazo de $1300 millones que se pagaría en su totalidad en tres años y medio.
En septiembre de 2010, en relación con el centenario de su propietario original, Cities Service Company, Citgo presentó un nuevo diseño comercial. En un plazo de cinco años, Citgo planea que todas las ubicaciones muestren la nueva imagen de la calle.
En 2010 se inicia un proceso de arbitraje. con sentencias en 2014  en contra que el gobierno apelara a dicha sentencias, para 2016 pierde  la Refinería  Merey Sweeney de Texas a su vez Conoco queda obligada, por su parte, a asumir la deuda de Pdvsa , que suma unos 195 millones de dólares

#### Crisis financiera y organizativa
Tras la muerte de Hugo Chávez en 2013, su sucesor Nicolás Maduro administró la peor crisis en la historia de Venezuela como resultado de las anteriores políticas y la continuación de las mismas políticas por parte de Maduro. En septiembre de 2014 hay cambio de ministros, sale Rafael Ramírez y se informó la posible venta de Citgo, supuestamente debido a una "necesidad de divisas" apresurada para pagar deudas a China. La venta de los activos de Citgo, según reportes, podría estar valorada entre $8 mil y $10 mil millones de dólares. Los compradores potenciales podrían colocar ofertas para activos individuales, que incluyen refinerías, terminales, almacenamiento y operaciones de venta al por mayor. Bajo la dirección del nuevo ministro de Petróleo Eulogio del Pino.
En 2015 se produce la venta de la  Refinería de Chalmette Refining LLC ubicada en Chalmette, Luisiana (EE. UU.) con una participación del 50 por ciento a la empresa PBF Energy Inc para poder pagar parte de la indemnización a ExxonMobil por la pérdida del arbitraje, la venta  se cerró por $322 millones, de los cuales a Pdvsa solo le corresponde la mitad la otra mitad le pertenece a ExxonMobil (50% - 50%) procesaba 185,000 B/díaLa economía desestabilizada provocó hiperinflación, depresión económica, escasez y aumentos drásticos de la pobreza, enfermedades, mortalidad infantil, desnutrición y delincuencia. Como resultado de la crisis, la deuda de Venezuela aumentó con China y Rusia (dos aliados políticos). 
El 16 de septiembre de 2016 el gobierno hipoteca Citgo los bonos  PDVSA2017  a un interés del 8% con la garantía del 50.1% del valor de las acciones de Citgo.  
En noviembre de 2016 el gobierno hipoteca CITGO por 49.9 % de sus acciones a la petrolera rusa Rosneft por un préstamo de $1500 millones que también vencían en el año 2020.
Otro incidente ocurrió el 21 de noviembre de 2017 el fiscal general de la República, Tarek William Saab, informó que seis altos gerentes firmaron un contrato para solicitar préstamos por "hasta 4 mil millones de dólares", basándose en una presunta refinanciación de los programas de deudas de los años 2014 y 2015, para solicitar préstamos bajo condiciones leoninas, desfavorables para Pdvsa, ofreciendo como garantía a la propia filial Citgo. Los aprehendidos fueron José Ángel Pereira Ruimwyk, presidente de Citgo; además de los altos gerentes Tomeu Vadell, vicepresidente de Operaciones de Refinación; Alirio Zambrano, vicepresidente y gerente general de la Refinería Champlin de Corpus Christi; Jorge Toledo, vicepresidente de Suministro y Comercialización, Gustavo Cárdenas, vicepresidente de Relaciones Estratégicas con Accionistas y Gobierno; José Luis Zambrano, vicepresidente de Servicios Compartido. Estas detenciones ocurren a la par que se investigan otros actos de corrupción en las empresas petroleras del estado venezolano. Pereira, expresidente de Citgo, informó que el 9 de febrero de 2014 ofreció información confidencial sobre la estrategia de negociación de Venezuela con respecto al conflicto con la trasnacional petrolera ConocoPhillips, algo que se conoció a través de un cable filtrado de Wikileaks. Tras esto, el 22 de noviembre del mismo año se anuncia a Asdrúbal Chávez como nuevo presidente de la compañía para hacer una reorganización.
La crisis organizativa nace en julio de 2018, cuando es nombrado presidente de Citgo, Asdrúbal Chávez, al estar sancionado por los Estados Unidos, sus visas de trabajo y de turismo fueron revocadas y se le ordenó abandonar el país dentro de los treinta días, Asdrubal Chávez inicia la administración de Citgo desde las Bahamas.

## Estructura administrativa
En diciembre de 2020 Luisa Palacios presenta su renuncia a la presidencia de Citgo y el 8 de enero de 2021 la Asamblea nacional (2015) (fuera de funciones de facto desde el 5 de enero de 2021) nombra al Ing. petrolero Andrés Irigoyen como presidente de Citgo Holding Inc.
La Junta Directiva designada por la Asamblea nacional (2015) está integrada por:
- Horacio Medina.[57] Presidente de la Junta de Pdvsa ad hoc (2020-2025)
- Andrés Irigoyen Luna.[58] Presidente de la Junta CITGO Holding Inc.
- Carlos E Jordá  .  .  . Presidente Ejecutivo[59]
- José Ramón Pocaterra Esparza[60] Presidente de la Junta Directiva de Citgo[61][62]
- Elio Tortolero Arévalo  .   . Director de operaciones y vicepresidente ejecutivo de Citgo[63]
- Luis Giusti Lugo (hijo) Grente General de Citgo Petroleum[63]
- Rick Esse . . . .  Vicepresidente ejecutivo
- Ángel Olmeta . . . Vicepresidente Sénior de Operaciones
- Fernando Vera . .  Secretario de la Junta
- Luis Urdaneta
- Andrés Padilla
- Ernesto Hernández Bolívar  .  .  Director[63]

El 26 de noviembre de 2020, el TSJ de Venezuela declara culpables de corrupción a seis  ejecutivos petroleros de Citgo filial de PDVSA detenidos en el 2017
El 18 de enero de 2021, el Ministerio Público emitió orden de captura contra Andrés Yrigoyen Luna y José Ramón Pocaterra Esparza al haber asumido cargos de directivo de Citgo

## Sanciones de EE. UU.
El 28 de enero de 2019, el gobierno de EE. UU. impuso sanciones a PDVSA, congelando sus activos en EE. UU. y prohibiendo a cualquier empresa y ciudadano estadounidense hacer negocios con la petrolera. Estados Unidos ha sustentado sus acciones debido a las elecciones venezolanas, en las que Maduro ganó otro mandato, como una farsa que no fue ni libre ni justa, en un momento cuando la producción de petróleo en Venezuela se está desplomando, donde no hay informes desde octubre del año pasado y después de un largo período de mala gestión y crisis económica que ha impedido a PDVSA mantener la producción.
El 29 de enero el presidente interino Juan Guaidó  y Presidente de la Asamblea nacional (2015) toma el control de  Citgo  y otros activos de Venezuela en el exterior. Mientras desde las Bahamas, lugar donde Asdrúbal Chávez (primo de Hugo Chávez) venía trabajado por alrededor de un año tras serle negada una petición de visa estadounidense, recibió una notificación el 30 de enero de Houston cerrándole las cuentas de correo y suspender los viajes, para la entrada de la nueva junta directiva El Departamento del Tesoro de Estados Unidos dio a Citgo una extensión de su licencia por 18 meses más para comprar crudo y realizar pagos de deuda mientras está bajo sanciones contra su matriz PDVSA y así poder continuar sus actividades comerciales y financieras.

### Medidas de protección de la OFAC
El gobierno de Estados Unidos ha aplicado continuas licencias de protección sobre la empresa Citgo, la OFAC ha activado diferentes licencias entre ellas esta:
- Licencia n.º 5 Esta aplica para los tenedores de los bonos PDVSA2020 que tienen como respaldo el 50.1% de las acciones de PDV Holding, dueña de Citgo Holding.[73]
- Licencia n.º 40 esta licencia está definida para exportar gas licuado de GLP[74]
- Licencia n.º 41 La OFAC le da a Chevron para que siga operando las actividades de petróleo y venta externa al propio Estados Unidos por una deuda que le tiene Venezuela.[75][76]
- Licencia n.º 44 emitida para liberar a otras empresas petroleras y gas en Venezuela como Repsol, ENI y otras empresas petroleras de servicios así como el pago de bienes y servicios relacionados, las inversiones y la entrega de petróleo y gas a acreedores del Gobierno de ese país, a través del sistema financiero de Estados Unidos.[77]

El 5 de agosto de 2019 el presidente de Estados Unidos Donald Trump firmó una orden ejecutiva número 13.884 autorizando sanciones a cualquiera que brinde apoyo a Maduro, decretando un embargo económico. La orden ejecutiva consiste en que todos los bienes e intereses en bienes del gobierno en disputa de Venezuela que se encuentran en Estados Unidos están congelados.
El 24 de octubre de 2019 el Departamento del Tesoro de Estados Unidos intervino para evitar que los acreedores de los bonos PDVSA2020 iniciaran el embargo de Citgo por una deuda de US $913.401 millones de dólares que vencía el 28 de octubre, la licencia de protección general N.º 5-A que solo durará tres meses. La empresa Citgo está valorizada entre 8 mil y 10 mil millones de dólares y fue dada en garantía por Nicolás Maduro que es visto como un pésimo negocio. El convenio se hizo, violando la constitución venezolana, esta licencia también paralizó las acciones de CRISTALEX.
El 21 de noviembre de 2019 Estados Unidos emite un decreto que prohíbe la ejecución de sentencias o laudos arbitrales en contra de propiedades del estado venezolano, sin la autorización de la OFAC con referencia a los bonos  PDVSA2020 que vencieron a finales de octubre lo que permitirá reestructurar la deuda pública.
El 6 de octubre de 2020 la Oficina de Control de Activos en el Extranjero, emitió una licencia de tres meses que autoriza ciertas transacciones relacionadas con los bonos PDVSA 2020 partir de enero de 2021.
El 23 de diciembre de 2020 (tercera) el gobierno de EE. UU. extiende una prórroga de protección hasta el mes de julio de 2021 a la empresa CITGO, esto impedirá la ejecución de juicios que tiene acumulado PDVSA con transnacionales y los bonos PDVSA2020 que se encuentran en Default.  El 30 de diciembre la jueza Katherine Polk Failla, del distrito Sur de Nueva York, falló a favor de la medida de suspensión solicitada por la junta administradora ad hoc de Pdvsa para frenar las posibles acciones de los acreedores que tienen bonos Pdvsa 2020
En julio de 2021 la OFAC (cuarta) del gobierno de EE. UU. extiende la protección que prohíbe a los acreedores de PDVSA apoderarse de la filial Citgo por lo menos hasta el 21 de octubre de 2021 lo cual da un respiro a la junta Ad hoc de Guaidó 
El 12 de septiembre de 2021 La OFAC (quinta) extiende la protección de Citgo hasta enero de 2022
El 21 de enero de 2022 La OFAC (sexta) de EE. UU. una vez más extiende la protección de Citgo por un año aplicando la licencia 5I contra los acreedores que de manera irresponsable otorgó el gobierno de Nicolás Maduro al hipotecar Citgo con los bonos PDVSA2020.
El 17 de enero de 2023 la OFAC (séptima) extiende hasta el 20 de abril la licencia de protección de Citgo. Mediante la publicación de la Licencia General n.º 5J, esta es la octava ampliación de la protección que dicta el Tesoro de Estados Unidos hacia Citgo. El 19 de abril la OFAC da prórroga (octava) por tres meses más la licencia a Citgo para que siga operando protegido de sus acreedores que buscan embargarlo.
El 16 de enero de 2024 La OFAC da prórroga hasta el 16 de abril de 2024 la licencia n.º 5J que impide solo el embargo de Citgo por parte de los tenedores de los Bonos PDVSA 2020. El 10 de abril Citgo ganó el caso en la Corte de distrito Sur de Nueva York, en Estados Unidos, en la que desestimaron cualquier fraude con respecto a los Bonos PDVSA2020 que el fondo de inversión VR Global Partners L.P. viene solicitando. El 15 de abril Citgo recibe la extensión de protección de la licencia n.º 5N por parte del Departamento de Estado de Estados Unidos hasta el 13 de agosto próximo de los tenedores de los bonos PDVSA 2020 de tomar control de la empresa Citgo Petroleum. El 12 de agosto la OFAC renovó por 3 meses más la licencia que protege a Citgo de tenedores de los Bonos PDVSA 2020, hasta el 12 de noviembre de este año.

## Deudas, hipoteca y la Orden de embargo =
Citgo fue endeudada con bonos de PDVSA creados por el extinto presidente Hugo Chávez desde el año 2007 a pagar hasta el año 2037, posteriormente en el año 2016 Nicolás Maduro entregó el 100% de sus acciones en hipoteca y en tercer lugar en  agosto de 2018 CRYSTALEX gana un litigio para consider a Citgo como Alter ego de las deudas de Venezuela por las expropiaciones realizadas a partir de 2009.

### Orden de embargo

#### Antecedeentes
Después de  2002 el expresidente venezolano Hugo Chávez le otorga la concesión a la empresa canadiense Crystallex la mina de oro Las Cristinas. En junio de 2007, Crystallex anunció que iniciaría operaciones para extraer oro en Las Cristinas, en el Municipio Sifontes, en el estado Bolívar, sin embargo en abril de 2008, el Ministerio del Ambiente y Recursos Naturales le negó a Crystallex el inicio de operaciones alegando que necesitaba obtener permisos ambientales. Posteriormente en enero del 2009 el gobierno le inicia la nacionalización alegando: "Esos minerales son para los venezolanos, no para las transnacionales".

#### Demandas
En febrero de 2011, Crystallex introdujo ante el Centro Internacional de Arreglo de Diferencias Relativas a Inversiones (CIADI), una solicitud de arbitraje contra Venezuela por 3.800 millones de dólares luego de la nacionalización del yacimiento de oro Las Cristinas, en el sur del país. Se inicia así un tortuoso proceso de arbitraje. CITGO constituye el principal activo de PDVSA fuera del territorio nacional En 2013 la procuradora general de la república Cilia Flores debía encargarse de la defensa pero por la campaña presidencial nombró a un encargado al viceprodurador Manuel Galindo Ballesteros, sin un procedimiento legal aprobado por la Asamblea Nacional durante un año, quien fue nombrado en diciembre de 2014 Contralor General y nombra un nuevo encargado Reinaldo Muñoz Pedroza quien fue acusado por la Asamblea Nacional de usurpar el cargo y de no tener los requisitos para el cargo en 2016.
El 25 de noviembre de 2015 Crystallex en una segunda demanda paralela a la del CIADE demanda a PDVSA por 2.800 millones de dólares, como eventual compensación por una expropiación, ante la Corte de distrito de Delaware, donde se encuentra la sede de PDV Holding, una subsidiaria de PDVSA. La minera solicitó en 2011 un arbitraje internacional contra Venezuela en una corte del Banco Mundial, buscando el pago de unos 3.100 millones de dólares tras la nacionalización de su operación en el yacimiento de oro.
El 5 de abril de 2016 el Centro Internacional de Arreglo de Diferencias Relativas a Inversiones (CIADI) respondió que Venezuela debe pagarle 1.386 millones de dólares.
El 6 de agosto de 2018 el juez federal de los Estados Unidos (EE. UU.), Leonard P. Stark, de la Corte de Delaware,  autorizó la incautación de la compañía ubicada en suelo estadounidense, Citgo Petroleum Corporation, propiedad de Petróleos de Venezuela, S.A. (Pdvsa), para cumplir con pagos pendientes del Gobierno nacional a la empresa canadiense, Cristallex International Corporation, por derechos mineros perdidos en territorio venezolano. El 26 de agosto el magistrado sostuvo que PDVSA es un “alter ego” del gobierno, el juez federal dictaminó que se vendan en subasta las acciones de la empresa matriz de Citgo Petroleum Corp. en Estados Unidos, a menos que Venezuela emita un bono en compensación. El ponente judicial dijo que si Venezuela desea aferrarse a PDVH, una filial de la petrolera estatal, para el pago de  una deuda de más de 1.400 millones de dólares, durante un proceso de apelación continua, tendrá que poner un bono. No está claro si Venezuela, o cualquiera de sus entidades, podrá afrontar los fondos, porque el país ya está en incumplimiento generalizado de 6 millardos de dólares en deuda y ha recurrido a pagar a los acreedores por otros medios, incluso, regalando bonos que ha mantenido en reserva, reseña el diario The Wall Street Journal.
En tales casos, el monto de la fianza es la adjudicación más intereses, y es un medio para asegurar a los demandantes contra la posibilidad de que no quede dinero para pagar una sentencia una vez que finalice el proceso de apelación. Sin embargo, los jueces federales tienen la discreción de reducir esa cantidad.

#### Acciones legales de competencia
Los representantes del gobierno de Nicolás Maduro y los de Crystallex llegaron a un acuerdo, (cuyos términos se mantuvieron en secreto) que incluía el pago de la deuda por cuotas a finales de 2018 que se incumplieron los compromisos acordados, por lo que las acciones legales de Crystallex se reiniciaron. No obstante, en enero de 2019 surge una crisis presidencial y Citgo pasó a una nueva administración, así nace una disputa legal por la administración de CITGO Petroleum Corporation que se convirtió en una batalla política entre Juan Guaidó y los representantes de Nicolás Maduro, quien mantiene el control de las instituciones del gobierno de Venezuela y de PDVSA, a finales de enero el Departamento de Estado y el Departamento del Tesoro suspende las órdenes de compra a PDVSA y ceden el control de su filial Citgo y las cuentas bancarias del estado venezolano en su territorio al Gobierno de Transición del presidente interino Juan Guaidó quien elige una Junta directiva ad hoc que tomó el control de CITGO.  En febrero de 2019, la economista Luisa Palacios Alzurú, es designada por Juan Guaidó para asumir la presidencia ad hoc de Citgo Petroleum Corp para afrontar los problemas recibidos de la empresa y nombra a José Ignacio Hernández Gonzales como Procurador especial para ver los auntos de Citgo.
El 26 de junio de 2019 el gobierno de Nicolás Maduro introdujo una demanda ante una corte judicial de Delaware, Estados Unidos, para recuperar el control de Citgo que se encontraba bajo el control del presidente de la IV Legislatura de la Asamblea Nacional de Venezuela desde enero de 2019, de lo que diga  el tribunal dependerá el control de la organización CITGO. Sin embargo en agosto de 2019 un tribunal de EE. UU. aprobó a la nueva junta directiva ad hoc de PDVSA  nombrada por Juan Guaidó, respaldando así a la corte judicial de Delaware
CITGO a su vez recibe una sentencia emitido con orden de embargo a favor de la empresa canadiense CRYSTALEX en julio de 2019 que está siendo resguardado temporalmente por el gobierno de EE. UU.

#### Subasta por deuda pública
El 19 de febrero de 2020 el procurador del Gobierno de Transición  de Juan Guaidó solicitó un recurso para considerar la sentencia en la Corte de apelaciones del Tercer Circuito la cual fue rechazada el día 18 de abril al no realizar la revisión del caso y es devuelta para que se reanudara los litigios que CITGO tiene pendiente, sin embargo CITGO mantiene una orden de protección del Departamento del Tesoro de EE. UU. El 5 de agosto de 2020 Donald Trump firma la orden ejecutiva Nro 13.884 autorizando el bloqueo al embargo total de todos los activos de Venezuela en su territorio evitando que CITGO sea rematada, salvo exepciones sin una autorización de la OFAC
El 14 de enero de 2021 Juez Leonard P. Stark, titular de la Corte de distrito del estado de Delaware, en relación con la demanda de Crystallex contra la República Bolivariana de Venezuela sentenció la venta de las acciones de CITGO para pagar los 1,400 millones de dólares de la expropiación sin embargo la OFAC bloquea la ejecución de la orden al no conceder los permisos correspondientes.
El 1 de abril de 2023 la junta ad hoc se prepara para apelar la decisión de embargar las acciones de la empresa por deudas de cinco empresas una de ellas la minera canadiense Crystallex por 970 millones de dólares desde 2007, las otras cuatro son O-I Glass, Huntington Ingalls Industries; ACL1 Investments, y Rusoro Mining recibieron la aprobación del tribunal tras demostrar que Citgo  es el «alter ego» de la petrolera estatal PDVSA.
En mayo de 2023 la Asamblea del 2015 podría perder Citgo si no busca negociar con sus demandantes trasnacionales Crystallex International Corporation y ConocoPhillips Company por deudas de Venezuela desde 2009.
La junta directiva ad hoc de PDVSA dirigida por Horacio Medina, logra suspender temporalmente el remate de las acciones de CITGO pidiendo tiempo para presentar el 19 de mayo una apelación. La suspensión temporal afecta a seis empresas que deberán esperar los alegatos de Citgo. Sin embargo otras cinco empresas continuaran el proceso de venta de acciones como Crystallex, por 1.010,5 millones de dólares; MUFG Union Bank, cuya acreencia asciende a 2.084,4 millones de dólares en bonos de PDVSA2020; Red Tree Investments, con 276,8 millones; ConocoPhillips, con 1.530,7 millones; y Siemens Energy, con un pasivo a favor de 186,3 millones de dólares, no son afectadas porque ya tienen su proceso finalizado. Estas suman 5,088.8 millones de dólares. La deuda del gobierno venezolano están garantizados con Citgo, que ascienden a un total de 9.110,3 millones de dólares.
El 22 de julio de 2023 Citgo ya tiene fecha para ser subastada así lo afirmó el juez Leonard Stark en la Corte de Delaware, que se realizará el 23 de octubre de 2023, se agrega a la lista de acreedores, la minera Crystallex International, al productor petrolero ConocoPhillips, Siemens Energy y la firma Red Tree Investments, quienes buscan recobrar unos US$ 2.700 millones. Otras seis compañías recientemente ganó un caso ante una corte de apelaciones en Estados Unidos y se anexaría al caso en Delaware. Las empresas son O-I Glass Inc OI.N, Huntington Ingalls Industries HII.N, ACL1 Investments, Rusoro Mining RML.V, Gold Reserve GRZ.V y dos unidades de Koch Industries, quienes buscan recobrar unos US$ 3.460 millones.
El 20 de septiembre de 2023 el Juez de un tribunal federal de apelaciones en Nueva York obliga a Pdvsa pagar una deuda impaga de US$ 348 millones, a tres empresas tenedores de deuda, Dresser-Rand Co., una unidad de Siemens AG, y Contrarian Capital Management. La Estatal no puede usar de excusa las sanciones económicas para no pagar lo que debe.
El 18 de octubre el departamento del tesoro de Estados Unidos extendió el miércoles hasta enero del próximo año una protección temporal al refinador Citgo petroleum contra acreedores.  A su vez el Departamento del Tesoro de los Estados Unidos emite otras cuatro licencias generales en las que alivia durante seis meses hasta el 18 de abril de 2024 a un grupo de sanciones contra la industria de hidrocarburos, gas natural y aurífera del país, así como removiendo las prohibiciones contra la comercialización secundaria. El ente advirtió que la decisión sería revocada si el Gobierno venezolano no honra sus compromisos en el acuerdo del día anterior. El Secretario de Estado de ese país, Antony Blinken, luego aclaró que se espera la definición de un cronograma electoral, la habilitación de todos los candidatos a la presidencia, y la libertad de los prisioneros políticos para finales de noviembre.
El 25 de octubre  de 2023 el tribunal federal de EE UU que supervisa la subasta de acciones de la empresa Citgo para pagar a los acreedores vinculados a Venezuela, determinó que la subasta tendrá dos rondas de ofertas, la primera de las cuales, no vinculante, se celebrará el 22 de enero y se ha fijado provisionalmente la fecha de la audiencia final de venta para el próximo 15 de julio de 2024. Para llevar a cabo el proceso de venta se ha contratado al banco de inversión Evercore Group, el Departamento del Tesoro prorrogó hasta enero de 2024 la licencia que protege a la empresa, con el fin de alentar la negociación de pagos entre las juntas que supervisan Citgo y algunos acreedores.
El 8 de enero de 2024 la Corte Suprema Distrital de Delaware de Estados Unidos rechazó una petición realizada por Venezuela de revisar la orden de embargo que pesa sobre Citgo, los alegatos que sostenían que Pdvsa, y en consecuencia Citgo, fuese considerada un "alter ego" de Venezuela, solicitud de revisión pedida por la directiva ad hoc presidida por Horacio Medina y ejercida por la Asamblea Nacional.
Queda pendiente una verificación solicitada al Tribunal de Apelaciones de Nueva York una medida del comité de anulaciones del Centro Internacional de Arreglo de Diferencias Relativas a Inversiones (Ciadi) una solicitud de nulidad sobre el laudo a favor de ConocoPhillips, una sentencia que exige al Estado venezolano pagar más de $8.000 millones a la petrolera estadounidense por expropiaciones ejecutadas por el gobierno de Hugo Chávez.
El 22 de enero de 2024 los problemas del próximo embargo de Citgo por deudas del estado venezolano continua su curso donde la oferta más alta recibida en la subasta de acciones en enero pasado de Citgo Petroleum, fue de 7.300 millones de dólares, sin embargo los acreedores que han acudido en masa a Delaware para presentar reclamos por un total de 21.300 millones de dólares frente al juez Leonard Stark que ve el caso descontando a los bonistas PDVSA2020. El abogado que representa a Citgo calificó la primera ronda de licitación como "decepcionante". Se espera que el tribunal fije pronto una segunda ronda.
El 30 de marzo de 2024 ConocoPhillips pide a la corte de EE UU aplazar decisión sobre sus laudos hasta después de subasta de Citgo, hasta que se conozcan los ingresos de una subasta de acciones de una matriz de Citgo; Las tres reclamaciones de ConocoPhillips suman más de 11.500 millones de dólares, más de la mitad de la cantidad total de dinero solicitada en el caso, a menos que la venta recupere 16.300 millones de dólares.
Citgo y PDV Holding piden una prórroga de 60 días al juez para responder una millonaria demanda laboral colectiva, para responder a la demanda de los extrabajadores petroleros, despedidos tras el paro petrolero de 2002/2003, los trabajadores exigen una indemnización de 100.000 dólares para cada uno de los 20.000 afectados; es decir un monto total de 2.000 millones de dólares. Los extrabajadores petroleros exigen ser incluidos con prioridad en la subasta de acciones de Citgo que busca pagar deudas de Venezuela por 21.300 millones de dólares a empresas transnacionales por expropiaciones de sus activos en el país.
El 3 de julio de 2024 la Corte de Delaware pide tiempo para evaluar la subasta de Citgo del 15 de julio al 31 de julio y posterga la subasta hasta 19 de septiembre para que no se produzca en medio de las elecciones presidenciales de Venezuela, el embajador de Venezuela ante la Organización de Naciones Unidas (ONU), Samuel Moncada acusó a Estados Unidos de querer favorecer a la oposición. La deuda que se debería pagar con la subasta de Citgo se estima en 21.300 millones de dólares. Los representantes de Citgo calificaron de «decepcionante» la primera ronda de ofertas, celebrada en enero, ya que la oferta más alta fue de 7.300 millones de dólares por parte de Elliott Investment Management como la oferta ganadora de la subasta, se esperaba una valoración de Citgo entre 11.000 y 13.000 millones de dólares. El 1 de agosto la Corte de Delaware, que lleva el caso de la subasta de las acciones de Citgo Petroleum solicitó «más tiempo» hasta el 22 de agosto, con el fin de completar la evaluación de las ofertas por las acciones. El 24 de agosto Funcionario judicial de EE UU pide más tiempo para escoger ganador de subasta ya que se trata de licitaciones complejas Elliott Investment Management estaría liderando la subasta y está compitiendo con empresas como la refinería independiente Vitol Group y la minera canadiense Gold Reserve Inc., quien trabajaba en una propuesta conjunta con CVR Energy, del multimillonario Carl Icahn.
El abogado de Citgo pidió al tribunal estadounidense que lleva la venta, prorrogar 4 meses esta acción legal, argumentando en la solicitud, la polémica que hay tras las elecciones presidenciales en Venezuela, que esta previsto que se vendan el 19 de noviembre para satisfacer reclamaciónes contra Petróleos de Venezuela SA. y el estado venezolano.
Citgo esta valorizada en unos 13,000 millones de dólares, mientras las deudas que reclaman a Venezuela suman unos 21,300 millones por lo cual los diferentes acreedores buscan priorizar recuperar sus inversiones, esto ha hecho que una nueva tanda de reclamos figure como Gramercy Funds Management que es una empresa gestora de inversiones dedicada a recuperar fondos de mercados emergentes. Está como líder de un grupo de tenedores de bonos venezolanos y que exige al tribunal de Delaware priorizar sus pagos.
En noviembre de 2024 funcionarios judiciales estadounidenses del caso Citgo, relanzará la subasta de acciones en Venezuela para el 18 de diciembre de 2024, Además, el juez Leonard Stark expuso que aceptarían ofertas durante 3 meses. La recomendación expuesta en el expediente judicial, se debe a que la oferta presentada por Amber Energy, empresa filial de Elliott Investment Management, no obtuvo el apoyo de los acreedores.
El 28 de enero de 2025 el tribunal federal de Delaware, en EE UU  espera que la audiencia de venta final de las acciones de Citgo Petroleum, se realice en el segundo semestre de este año. Acreedores como Crystallex y ConocoPhillips se les permitirá presentar cualquier oferta por las acciones de Citgo Petroleum en las rondas de licitación, e incluso, utilizar sus reclamaciones como ofertas de crédito. El 10 de marzo Gold Reserve presentó una oferta para adquirir las acciones de Citgo,  estableciendo el punto de partida o la oferta mínima aceptada.
El 22 de marzo de 2025 Red Tree Investments filial de la empresa Contrarian Funds, presenta una oferta por US$ 3.700 millones. El 21 de abril el juez confirma y acepta la oferta inicial de Red Tree en subasta de acciones de Citgo. El juez solicitó al funcionario judicial Robert Pincus que propusiera un plazo para recibir ofertas rivales a la de Red Tree. La mayoría de acreedores rechazaron la oferta de US$7.300 millones realizada en 2024 por una filial del fondo de inversión Elliott Investment Management en una reunión anterior. El calendario propuesto por algunos acreedores señala que la subasta final de las acciones de Citgo Petroleum se realizará en el mes de julio de este año. El plazo para las ofertas será hasta el 2 de junio. El proceso judicial que sigue Citgo, lleva ocho años buscando compensar a los acreedores por deudas impagas y expropiaciones en Venezuela fue reprogramado por el juez Leonard Stark hasta el 18 de agosto la audiencia final del proceso de venta. Una nueva oferta presentada en julio por la minera Gold Reserve que presentó una oferta de 7.380 millones de dólares, si el juez Leonard Stark aprueba la oferta recomendada, las ganancias de la subasta de PDV Holding serían suficientes para compensar a 11 de los acreedores.

#### Empresas querellantes=
El 22 de enero de 2024 la Corte de Delaware en EE UU acepta reclamaciones por 20.800 millones de dólares contra Venezuela de 17 acreedores vinculados a deuda venezolana desde 2007, luego de que se venciera la licencia de protección a Citgo el 18 de enero otorgada el pasado 18 de octubre de 2023. La lista de empresas y fondos de inversión internacionales que hasta ahora se han identificado y buscan participar en la subasta de Citgo Petroleum Corp. han hecho demandas por más de 25.000 millones de dólares y suman unas 30 entidades, de las que se pueden mencionar:
- Crystallex International Corp  1,040 millones[160]
- ConocoPhillips  8,700 millones
- Gold Reserves Inc. 1068 millones[161][160]
- Siemens Energy Inc  348 millones
- Exxon Mobil  76.9 millones
- Rusoro Mining Ltd. 1,496 millones[160]
- Ol Euopean Group B.V 372.5 millones + int
  - Owens-Illinois de Venezuela C.A. (OIdV)
  - Fábrica de Vidrios los Andes C.A. (Favianca)
- Refinería di Korsou  62.3 millones
- Koch Minerals and Nitrogen  409 millones
- Tidewater Investments and Caribe  46.4 millones
- Tenaris and Talta  161.6 millones
- Banco San Juan Puerto Rico 83.9 millones

- Red Tree Investments  348 millones[162]
- ACL1 Investments 1,600 millones
  - Huntington Ingalls Industries
- Lovati et al  55 millones
- Union Glory Limited,
- UML Blandford Limited,
- Clion Limited,
- Ostrider Limited,
- Contrarian Capital,
- Andino, Pharo Gaia,
- Europe,
- Bonistas del PDVSA2020, 2000 millones en bonos
- G&A Strategic Advisors, 1000 millones en bonos
- Girard Street Investments y
- Altana Credit Oppoortunities Fund.

#### Hipoteca con bonistas de PDVSA2020
Estos bonos están siendo representados por MUFG Unión Bank y GLAS Américas, fiduciario y agente colateral de los tenedores de bonos PDVSA2020.
El 16 de septiembre de 2016 el gobierno de Maduro y PDVSA invitaron a los tenedores a un canje de la deuda de bonos de esa compañía que se vencía en 2017  de los bonos  PDVSA2017 por un valor de US $7,100 millones, por unos nuevos bonos (PDVSA2020) con plazo un poco más largo a vencerse en 2020, a un interés del 8% con la garantía del 50.1% del valor de las acciones de Citgo, se logró canjear una parte, la otra parte fue renegociada al 2020 por un monto de U.S.$3.367 millones de dólares, la condición de garantía fue impuesta por los nuevos tenedores de los bonos PDVSA2020, en vista de no haber podido cancelar a tiempo.
En abril de 2019 el Juan Guaidó canceló los intereses que se vencían por US $71 millones de los bonos PDVSA2020.  La nueva junta directiva esta proponiendo una nueva refinanciación con bonos de vencimiento en el 2020.
En agosto de 2019 Citgo al parecer estaría en riesgo ante la posibilidad de que la IV Legislatura de la Asamblea Nacional de Venezuela no pueda aprobar el pago de 913 millones de dólares que incluye los intereses más amortización de la deuda que vencen en noviembre de los bonos PDVSA2020
El 24 de octubre de 2019 el Departamento del Tesoro de EE. UU. intervino para evitar que los acreedores de los bonos PDVSA2020 iniciaran el embargo de Citgo por una deuda parcial atrasada de US $913.401 millones de dólares de los bonos PDVSA2020, dándole inicialmente una protección por tres meses esta se fue prorrogando; el 23 de diciembre de 2020  fue dada la tercera prórroga de protección que durará hasta el mes de julio de 2021 , esto impedirá la ejecución de juicios que tiene acumulado Pdvsa con empresas transnacionales ( Crystallex) y los bonos PDVSA2020 que se encuentran en Default.  Por cuarta vez el gobierno de EE. UU. extiende la protección  que prohíbe a los acreedores de PDVSA apoderarse de la filial Citgo por lo menos hasta el 21 de octubre de este año.
El 17 de enero de 2023 la ofac extiende la licencia por tres meses que prohíbe a los tenedores del bono PDVSA 2020 hacer uso de la garantía que les daría la mayoría accionaria de Citgo.
En mayo de 2023 los bonistas de PDVSA2020 de deuda pública nacional con una garantía sobre el 50,1% de las acciones de Citgo, que están impagos desde 2017, Estados Unidos dejó de proteger a Citgo con esa licencia OFAC después de cuatro años continuos y tras la desarticulación del gobierno interino de Guaidó, por lo que ahora los tribunales podrán ordenar subastar Citgo y pagar las deudas de los bonos de Venezuela con el dinero resultante de la venta. La licencia OFAC que protegía se venció el 20 de abril y no ha sido renovada.
El 19 de julio de 2023 la Ofac renueva licencia a Citgo por 3 meses que protege del cobro de los bonos PDVSA2020 hasta el 20 de octubre.
El 18 de octubre el departamento del tesoro de Estados Unidos extendió hasta enero del próximo año una protección temporal al refinador Citgo petroleum contra acreedores. Para el 6 de noviembre los bonos venezolanos recuperan terreno en Wall Street a medida que se acerca el embargo de Citgo, están generando ganancias hasta 60%. Para los bonos PDVSA2020 con vencimiento en 2020, que están respaldados por acciones de Citgo Petroleum Corp, su valor ha subido de unos 38 centavos a unos 84 centavos de dólar. Ashmore, con sede en Londres, que posee alrededor de la mitad de los 1.700 millones de dólares de bonos de PDVSA2020, aumentó su posición la primera mitad del año en al menos uno de sus fondos de deuda soberana de mercados emergentes, duplicando sus tenencias desde 2018, según datos recogidos por Bloomberg.
Medina detallo en octubre pasado que ahora solo queda pendiente una verificación solicitada al Tribunal de Apelaciones de Nueva York para dirimir si tiene validez la emisión del Bono Pdvsa 2020, que tenía como colateral a Citgo. La OFAC da prórroga hasta el 16 de abril de 2024 la licencia que impide embargo de Citgo por parte de los tenedores de los Bonos PDVSA 2020 y posteriormente hasta el 13 de agosto de 2024. El 20 de febrero de 2024 el Tribunal de Apelaciones de Nueva York la juez Polk-Failla decretó que los bonos PDVSA2020 están sujetos a la ley venezolana de acuerdo con el Código Comercial Uniforme de Nueva York tras cinco años de litigios, reconoció la posible inconstitucionalidad, pero no declara su nulidad, por carecer de aprobación parlamentaria, lo que pone en duda el control y garantía establecidas en la juridicción de Estados Unidos para protección de los tenedores de bonos.
El 10 de abril de 2024 Citgo gana el caso en la Corte de distrito Sur de Nueva York, en Estados Unidos, en la que desestimaron cualquier fraude con respecto a los bonos PDVSA2020 que el fondo de inversión VR Global Partners L.P. viene solicitando, siendo el poseedor mayoritario de dichos bonos.
El 15 de abril de 2024 Citgo recibe la extensión de protección de la licencia N.º 5N  que es reemplazada por licencia N.º 5O por parte del Departamento de Estado de Estados Unidos hasta el 13 de agosto próximo para los tenedores de los Bonos PDVSA2020 de tomar control de la empresa Citgo Petroleum. En agosto el departamento del Tesoro de  Estados Unidos renovó por 3 meses más la licencia que protege a Citgo de tenedores de los Bonos PDVSA 2020, hasta el 12 de noviembre de este año. El 6 de marzo de 2025 la OFAC anuncia que fue postergado por cuatro meses, la licencia que prohíbe hacer transacciones con los bonos PDVSA 2020, cuya garantía es el 51% de Citgo, hasta el 3 de julio de 2025.
El 20 de junio la OFAC extendió la licencia de protección hasta el 20 de diciembre de 2025 con respecto a los bonos emitidos por Venezuela con garantía de acciones de Citgo.

#### Hipoteca de deuda con Rusia
En noviembre de 2016 CITGO fue comprometido en garantía prendaria el otro 49.9 % de sus acciones a la petrolera rusa Rosneft por un nuevo préstamo de $1500 millones que también vencían en el año 2020. Aumentando la posibilidad de que el gobierno ruso pudiera poseer Citgo debido al alto riesgo de impago de Venezuela.
El 26 de junio de 2023 La filial PDV Holding recuperó las acciones que se encontraban en poder de la rusa Rosneft Trading, las acciones del 49.9 % entregadas en garantía en 2016 por el gobierno de Nicolás Maduro fueron recuperadas por la oposición después de esfuerzos legales que venían haciendo desde el año 2020.

#### Demandas de empleados

##### Deuda de Pdvsa que reclama extrabajadores de 2002
En abril de 2024 Citgo y PDV Holding piden una prórroga de 60 días al juez para responder una millonaria demanda laboral colectiva, para responder a la demanda de los extrabajadores petroleros, despedidos tras el paro petrolero de 2002/2003, los trabajadores exigen una indemnización de 100.000 dólares para cada uno de los 20.000 afectados; es decir un monto total de 2.000 millones de dólares. Los extrabajadores petroleros exigen ser incluidos con prioridad en la subasta de acciones de Citgo que busca pagar deudas de Venezuela por 21.300 millones de dólares a empresas transnacionales por expropiaciones de sus activos en el país.  En julio de 2025 el juez Leonard Stark desestimó la demanda debido a la falta de jurisdicción del tribunal de EE. UU. sobre las acciones ocurridas en Venezuela.

##### Demandas de personal de Citgo
En marzo de 2023 el exdirectivo de Citgo Tomau Vadell Recalde liberado en 2022 ocupaba la posición de vicepresidente de operaciones de refinación, demandó a Citgo por 100 millones de dólares por los casi cinco años detenido por el régimen de Venezuela, donde fue torturado en la cárcel. Un representante de Citgo se solidarizó por la empresa pero no estaba de acuerdo con la demanda, porque específicamente, la demanda alega erróneamente que Citgo bajo la nueva administración no fue la causante y tampoco conspiró con el régimen para su detención.
En mayo de 2024 dos exdirectivos de Citgo Alirio José Zambrano y José Luis Zambrano demandaron a Citgo por 400 millones de dólares por ser detenidos y torturados en Venezuela bajo engaños desde noviembre de 2017 hasta diciembre de 2023.

#### Otras deudas de bonos Pdvsa
El balance del año 2020 presentado en el 23 de julio de 2021 por Horacio Medina, presidente de la junta directiva de Pdvsa Ad Hoc advirtió que el tribunal de Delaware podría recomendar “el remate de las acciones de Citgo” a lo que recalcó: “Citgo no se va a perder con el gobierno interino. Citgo estaba perdida en enero de 2019 antes de que asumiera el gobierno interino” detallo uno a uno las demandas que enfrenta Citgo. del balance reconoció una pérdida neta de 667 millones de dólares debido a tres causas externas;
Citgo enfrenta una demanda de 1870 millones de dólares (500 millones de dólares en préstamos Tipo B con vencimiento en 2024 y 1370 millones de dólares en pagarés con vencimiento en 2024) y otra demanda por 3100 millones de dólares (250 millones de dólares en cuentas por cobrar; 1075 millones de dólares en préstamos tipo B con vencimiento en 2024; 1125 millones de dólares en pagarés con vencimiento en 2025 y 650 millones de dólares en pagarés con vencimiento en 2026).

#### Citgo plantea una posible solución
El 28 de junio de 2023 Horacio Medina, titular de la junta ad hoc de Citgo que supervisa la gestión de las filiales de PDVSA, plantea negociar las deudas de 2009 con Christalex y tenedores de bonos PDVSA2020 de 2020 Para ello planteó "poder liberarse de sanciones» para enviar crudo venezolano a Estados Unidos y usar «una porción» para pagar deuda «sin comprometer a la empresa»
El 17 de octubre: El Gobierno de Maduro y la oposición firman en Bridgetown (Barbados) dos acuerdos provisionales sobre «la promoción de derechos políticos y garantías electorales para todos» y «la protección de los intereses vitales de la Nación». Las delegaciones, representadas respectivamente por Jorge Rodríguez y Gerardo Blyde y acompañadas por representantes diplomáticos de Noruega, Barbados, Rusia, Países Bajos, Colombia, México y Estados Unidos, pactaron puntos como la de «defender los bienes y la propiedad de Citgo y preservar los intereses vitales y el patrimonio del pueblo venezolano.» En el marco legal estadounidense se contempla la figura del "alter ego" que permite al afectado por el impago de una deuda, embargar otros activos propiedad del deudor moroso a pesar de que PDVSA no tiene nada que ver con las deudas de Venezuela por ser dos entidades legalmente distintas y separadas.
Cancelación de bonos tipo B con vencimiento en marzo de 2024
El 22 de diciembre de 2022 Citgo anunció que canceló de manera anticipada la deuda de un préstamo de bonos tipo B equivalente a 1.056.000.000 dólares aproximadamente.
La empresa Citgo también enfrenta una demanda por cobrar de Petropar de Paraguay por 265 millones de dólares, más  intereses, que actualmente está bajo un laudo arbitral en París.

## Finanzas

#### CITGOad hocrecupera la confianza crediticia en el 2020
Primera refinanciación extendiendo una deuda para 2025, el 8 de junio de 2020 : Bajo la nueva junta directiva ad hoc y respaldada por la IV Legislatura de la Asamblea Nacional presidida por Juan Guaidó, Citgo ha logrado colocar bonos en un corto tiempo por 1,125 millones de dólares con vencimiento al 2025 (Bonos PDVSA2025) con un pago de bajo interés del 7% lo que va a permitir cancelar una deuda de 614 millones de dólares heredada de la anterior administración y que vencía el 2021 y solventar su flujo de caja que con la crisis de la pandemia pasaba un desequilibro económico.
Segunda refinanciación para extender una segunda deuda a 2026, el 3 d febrero de 2021 la directiva ad hoc inició una venta de pagares por 650 millones de dólares a 6.375% de interés con vencimiento en el 2026 (nueva serie de bonos PDVSA2026 a 4 años) para cancelar una deuda de pagares sénior emitidos en el 2014 por 646 millones y que vencen en el 2022; la venta fue bastante solicitada que se vendió todo antes del cierre de la oferta, lo que puede indicar la confianza en Citgo, pero que ha sido criticado por la falta de claridad al momento de seleccionar a los participantes

#### Citgo presenta resultados financieros del 2022
Durante el primer semestre Citgo reportó una utilidad neta de 1268 millones de dólares que muestra una recuperación con respecto al año 2021.
El 10 de noviembre de 2022 Citgo reportó en su tercer trimestre una Utilidad Neta de 477 millones de dólares. En diciembre la empresa detalló que en el segundo trimestre del año el procesamiento total de crudo fue de 837.000 barriles diarios
El presidente de Citgo Carlos Jordá, informó en marzo de 2023 sus resultados financieros correspondientes al año 2022. Citgo generó una utilidad neta de 2.800 millones de dólares y un Ebitda  de 4.400 millones de dólares. Durante el año 2022, el procesamiento total de las refinerías fue de 811.000 bpd, de los cuales las corridas de crudo fueron de 748.000 bpd, lo que resultó en una utilización del 97% de la capacidad nominal. La corporación posee tres refinerías, 30 terminales activos de productos refinados con una capacidad total de almacenamiento de 7,8 millones de barriles y la red minorista consta de aproximadamente 4.200 estaciones de servicio con la marca CITGO, propiedad y operación independiente ubicados al este de la Cordillera de las Montañas Rocallosas.

#### Citgo presenta resultados financieros del 2023
El presidente de Citgo Carlos Jordá, reportó sus resultados financieros y operativos del tercer trimestre el 9 de noviembre de 2023, e informó que obtuvo US$ 567 millones de utilidad neta. Durante los primeros nueve meses de 2023, los ingresos netos fueron de casi 1.900 millones de dólares y el EBITDA fue de casi 2.900 millones de dólares, en comparación con los ingresos netos de 2.000 millones de dólares y el EBITDA de casi 3.200 millones de dólares de los primeros nueve meses de 2022. El rendimiento total del tercer trimestre fue de 802.000 bpd, de los cuales las corridas de crudo fueron de 765.000 bpd, con una tasa de utilización total de crudo del 95%. Este trimestre marca el cuarto trimestre consecutivo con una producción de crudo superior a los 760.000 bpd. Durante el tercer trimestre, CITGO invirtió 59 millones de dólares en mantenimiento extraordinario

#### Citgo presenta resultados financieros del 2024
El 8 de marzo de 2024 Citgo reportó un balance financiero donde confirma que logró cerrar el año 2023 con unas ganancias de 2000 millones de dólares.
Citgo obtuvo ganancia neta de US$ 385 millones en el primer semestre de 2024 informó la Junta Administradora Ad Hoc de PDVSA; a pesar de la interrupción programada de mantenimiento en las operaciones de refinación de las refinerías Lake Charles y Corpus Christi, cuyos trabajos comenzaron a principios de marzo hasta mediados de junio. En el primer trimestre se procesaron un total de 830.000 barriles por día, en el segundo trimestre se procesaron un total de 720.000 barriles por día.
Durante el tercer trimestre Citgo logró salir de la zona de pérdidas que registró durante el segundo trimestre de 2024 encontrándose en mantenimiento las dos refinerías y anotarse una ganancia neta de 66 millones de dólares. La utilidad bruta alcanzó los 281 millones de dólares, un repunte de 73% con respecto a los tres meses anteriores.
El último trimestre de 2024 tuvo una pérdida de 148 millones y una pérdida neta de 146 millones de dólares, la razón obedece a los débiles márgenes que afronta la actividad de refinación globlamente y en particular en los Estados Unidos.

#### Citgo presenta resultados financieros parciales del 2025
Citgo Petroleum Corporation anunció sus resultados financieros y operativos del primer trimestre de 2025, tuvo una pérdida de 88 millones de dólares incluyendo intereses, impuestos, depreciaciones y amortizaciones, con una pérdida neta de 82 millones.

### La nueva Directiva de CITGOad hocinicia Litigios
En el año 2020 un escándalo protagonizado por la empresa Interamerican Consulting, propiedad del ex legislador republicano cubano-estadounidense de Miami David Rivera, que fue contratado por el gobierno de Maduro a inicios de 2017, para mejorar la imagen de PDVSA, por firmar un contrato por la cantidad exorbitante de 50 millones de dólares por lo cual Citgo ad hoc demandó en una corte federal de Nueva York para la devolución de 15 millones entregados a Rivera como un pago inicial en tres partes entre marzo y abril de 2017 Posteriormente se supo que se le pagaba para realizar un intercambio de rehenes estadounidenses por Álex Saab por intermediación del empresario Raúl Gorrín, Rivera participó a su vez como traductor durante un encuentro en México en septiembre de 2020. En diciembre de 2022 detienen a excongresista estadounidense David Rivera acusado por lavado de dinero cuando firmó un contrato de consultoría entre su empresa Interamerican Consulting, y PDV USA del gobierno de Venezuela para limpiar la imagen de Pdvsa y por representar a un gobierno extranjero sin registrarse. Posteriormente fue dejado en libertad.
La pérdida de varios millones de dólares ocasionadas por una empresa de servicio propiedad de José Manuel González Testino y su empresa Petroleum Logistics Service Corp., con sede en Miami que sobre facturó entre 2014 y 2018 por un valor acumulado y aproximado de 20 millones de dólares dio inicio a una demanda en un tribunal federal de Houston, hay 28 personas involucradas entre las cuales 5 son exfuncionarios de Citgo José Manuel González se ha resistido a las citaciones del Tribunal de distrito de los Estados Unidos, Citgo ha pedido la declaración de desacato. En marzo de 2022 PLS Corp se declaró insolvente

## Infraestructura
La principal infraestructura de la empresa después del 2015 la constituyen sus tres refinerías: "Lake Charles", "Lemont", "Corpus Christi" y una red de casi 4 200 estaciones de servicio independientes, distribuidas en el territorio de los Estados Unidos.
| Refinería                      | Ubicación                    | Capacidad   | Capacidad PDVSA | Participación PDVSA | Socio             | Estatus            | Propietario                 |
| ------------------------------ | ---------------------------- | ----------- | --------------- | ------------------- | ----------------- | ------------------ | --------------------------- |
| Refinería de Lake Charles      | Estados Unidos, Luisiana     | 425.000 b/d | 425.000 b/d     | 100%                | -                 | - Reanudan         | PDVSA                       |
| Refinería de Lemont            | Estados Unidos, Illinois     | 167.000 b/d | 167.000 b/d     | 100%                | -                 | Orden de           | PDVSA                       |
| Refinería de Corpus Christi    | Estados Unidos, Texas        | 157.000 b/d | 157.000 b/d     | 100%                | -                 | embargo (abr-2020) | PDVSA                       |
| Refinería de Chalmette         | Estados Unidos, Luisiana     | 184.000 b/d | 92.000 b/d      | 50%                 | ExxonMobil        | 2015 VENDIDA       | PBF Energy Inc y ExxonMobil |
| Refinería Merey Sweeney        | Estados Unidos, Texas        | 214.000 b/d | 200.000 b/d     | 50%                 | ConocoPhillips    | 2014 ARBITRAJE     | ConocoPhillips              |
| Refinería de asfalto Paulsboro | Estados Unidos. Nueva Jersey | 70.000 b/d  | 70.000 b/d      | %                   |                   | 2007 VENDIDO       | NuStar Asphalt Refining LLC |
| Refinería de asfalto Savannah  | Estados Unidos, Georgia      | 30 000 b/d  | 30 000 b/d      | %                   |                   | 2007 VENDIDO       | NuStar Asphalt Refining LLC |
| Refinería Lyondell             | Estados Unidos, Houston      | 240.000 b/d | 240.000 b/d     | 41.25%              | Lyondell Chemical | 2006 VENDIDO       | Lyondell Chemical           |

## Producción
La compra de refinerías en EE. UU. ha sido parte de la estrategia de PDVSA para aumentar su volumen de refinación y colocación de petróleo pesado dentro de una geopolítica de expansión en la década de 1990 en el mercado estadounidense, logrando colocar hasta un máximo de 1.25 millones de barriles diario.
Con un nuevo gobierno en 2006 cambia la estrategia geopolítica para salir del mercado estadounidense buscando otros mercados y tratando de salir de CITGO, se inicia la venta de algunas refinerías, oleoductos y estaciones de servicio y se reduce los contratos de abastecimiento a un año. En la actualidad su infraestructura consta de 3 refinerías y unas 45 terminales de almacenamiento de productos refinados activos y distribución con unas 5,000 estaciones de servicio abanderadas con su marca, con una capacidad de refinar de unas 749.000 barriles de petróleo por día
Desde 2016 Venezuela hizo intercambios con su socio principal, su filial de refinación estadounidense Citgo de petróleo por gasolina debido a la crisis de sus refinerías nacionales, se interrumpieron cuando Venezuela  bajó su producción de crudo en el año 2017, Citgo tuvo que proveerse de petróleo canadiense cuando vio menguado su abastecimiento,

## Proveedores de Citgo
Citgo recibía petróleo crudo venezolano desde 1992 hasta el 2017 cuando sucedió un desplome de la producción desde 2018 y 2019,

### Petróleo canadiense y mexicano
Citgo continuó sus operaciones con crudo producido del golfo de EE. UU. y de Canadá. A principios de 2019 ocurren dos sucesos, la decisión que adoptó el Gobierno de Estados Unidos de prohibir la importación de petróleo venezolano y el cambio administrativo por el interinato de Juan Guaidó.

### Petróleo ruso
En el 2021 Citgo ha confirmado que ha recibido crudo ruso de la compañía privada rusa Lukoil, «La Administración de Información de Energía de Estados Unidos indica que Citgo, recibió un suministro desde rusa Lukoil por el orden de 201.000 barriles (aproximadamente entre 7.000 y 10.000 barriles por día) para ser procesados en la refinería de Corpus Christi» aunque su prioridad ha sido refinar crudo de EE. UU. y de Canadá (un promedio que ha llegado a estar por encima de 40.000 barriles por día desde Canadá), también ha confirmado haber recibido crudo de Colombia (entre altibajos de 71.000 y 83.000 barriles, en septiembre se logró el récord de 116,000 bpd pero las compras se redujeron a un promedio de 32.000 barriles por día cuando asumió el poder el presidente Gustavo Petro. para finales de 2022 desde Colombia ).

### Petróleo colombiano
Durante el año 2022 Citgo tuvo a Colombia como su mayor proveedor de petróleo a través de su empresa estatal Ecopetrol al alcanzar un promedio de 66.400 bpd exportando al proveer a Citgo que aumento su producción de refinación en un 29,4% con respecto a 2021 al alcanzar en dos de sus refinerías un volumen de 170.300 bpd. Antes de las sanciones, Citgo venía importando crudo colombiano en un volumen no mayor a los 15.500 barriles diarios como ocurrió en 2018, pero luego se elevaron a 52.100 bpd en 2019 y 55.000 bpd en 2020, respectivamente. En 2021 hubo un retroceso a 26.000 barriles por día. Un informe de julio colocó como uno de los principales proveedores de petróleo de la refinadora Citgo a Ecopetrol que durante ese mes de julio 2024 exportó un promedio de 77.000 barriles diarios de crudo, Citgo también compró a Trinidad y Tobago un cargamento de unos 35.000 barriles de crudo diarios y cerca de 15.000 barriles día de crudo canadiense.

### Petróleo guyanes
En mayo de 2024 se informó que CITGO aumenta su abastecimiento de petróleo guyanés del tipo "crudo Payara Gold", para la refinería Corpus Christi alcanzando los 100.000 barriles diarios (bd) en mayo, comparado a los 60.000 bpd de abril y los 32.000 bpd de marzo de 2024 importada de Guyana.

## Presidentes de Directorio de Citgo Petroleum Corp
- Luis Marín (2003-2005)
- Félix Rodríguez (ene 2005-may 2007)[226]
- Alejandro Granado (may 2007-  )
- Nelson Martínez (2013- 5 de enero de 2017)[227]
- José Ángel Pereira Ruimwyk (26 de abril de 2017- noviembre de 2017)
- Ing Asdrúbal Chávez Jiménez (noviembre de 2017 -  enero de 2019)
- Dra. Luisa Palacios Alzurú(febrero de 2019 - 30 de octubre de 2020)
- Eco. José Ramón Pocaterra Esparza (febrero de 2021 - junio de 2021)
- Ing, Luis Eduardo Giusti Lugo (junio de 2021 - abril 2022)[228]
- Ing. Químico Carlos E. Jordá (marzo de 2022- actual).[229]

## Programas de ayuda
En 2005 y 2006 CITGO  desarrolló campañas de asistencia a personas con pocos recursos de los Estados Unidos. El programa se materializó después de los huracanes Rita y Katrina, cuando el expresidente Hugo Chávez, ofreció ayuda, a través de CITGO, para las comunidades norteamericanas devastadas por las tormentas. En colaboración con Citizens Energy Corporation, organización sin fines de lucro creada para proporcionar combustible para calefacción con descuento a familias de bajos ingresos, fundada en 1979 por Joe Kennedy II(n 1952), Citgo distribuyó gratuitamente 860 millones de litros de gasóleo a dos millones de estadounidenses entre los años 2005 y 2009.